# Нерусса (зупинний пункт)
Нерусса (рос. Нерусса) — пасажирський зупинний пункт Московської залізниці на електрифікованій лінії Навля — Суземка між станціями Холмичі (9,2 км) та Суземка (13,7 км). Розташований у Брянській області РФ, 

## Історія
Вперше згадується (спочатку як роз'їзд) з 1920-х років. Назву отримав на честь однойменної річки. З 1929 по 2002 року мав статус станції. У зв'язку зі скороченням вантажоперевезень, станція була ліквідована шляхом демонтування бічних колій.